# مصحف فاطمة
مصحف فاطمة هو كتاب ينسبه بعض الشيعة إلى فاطمة بنت محمد، وقد اختلف في ما يحتويه وهو كتاب غير موجود حالياً، ويعتقد الشيعة الإثنا عشرية بأنه كتاب املته الملائكة على فاطمة وأنه كان موجوداً لدى أئمتهم الإثني عشر متناقل لديهم حسب ما دلت عليه الروايات المروية عنهم أي أنه الآن عند المهدي ولا يملكه أي أحد آخر. أما أهل السنة والجماعة فلا يعترفون بوجوده.
يعتقد علماء من الشيعة بأنه كتاب مستقل، وليس بقرآن فهو تفسير لبعض الأحكام، وليس مصحفا من مصاحف القرآن أملاه النبي محمد على الإمام علي.

## ذكره في كتب الشيعة
يعتقد الشيعة أن علي بن أبي طالب عنده صحف يعتبرونها من دلائل إمامته  مثل:
- صحيفة فيها أسماء شيعته إلى يوم القيامة.
- صحيفة فيها أسماء أعدائه إلى يوم القيامة.
- الجامعة، وهي مصحف عليٍّ.
- الجفر الأكبر والأصفر.
- مصحف فاطمة.

وقد ورد ذكر مصحف فاطمة في أكثر من موضع في كتبهم، مثل كتاب الكافي، من لا يحضره الفقيه وبحار الأنوار والتفسير الصافي وتفسير نور الثقلين وغيرها.

## وصف ومحتوى المصحف
يقول بعض الإمامية أنَّ جبريل نزل على فاطمة الزهراء بعد وفاة أبيها ليعزيها ويطيب نفسها ويخبرها عن أبيها ومكانه، وما سيحل بأبنائها وذريتها من بعدها، وأخبرها كذلك بجميع الحوادث الخطيرة الآتية، خصوصاً ما سيواجه ذريتُها، من المصائب والبلايا، وأيضاً الانتصارات، ويشتمل على أسماء جميع الملوك والحكّام إلى يوم القيامة.
ويعتقد بعض الشيعة كذلك أن مصحف فاطمة مثل القرآن ثلاثة مرات وليس فيه من القرآن شيء، أو ليس فيه من القرآن حرف واحد وفقاً لما قاله الكليني في كتابه الكافي.
و يقال أن علي بن أبي طالب زوج فاطمة الزهراء هو من قام بتدوين أحاديث جبريل، بل وهو صاحب فكرة تدوين الكتاب أصلاً، جاء في بحار الأنوار:
«وخلفت فاطمة مصحفاً، ما هو قرآن، ولكنه كلام من كلام الله، أنزله عليها، إملاء رسول الله، وخط علي».
حيث يقول بعض علماء الشيعة أن المقصود بالرسول هنا هو جبريل ويستشهدون بآيات من القرآن الكريم مثل:
```
﴿
قَالَتْ إِنِّي أَعُوذُ بِالرَّحْمَنِ مِنْكَ إِنْ كُنْتَ تَقِيًّا 
۝
١٨
 قَالَ إِنَّمَا أَنَا رَسُولُ رَبِّكِ لِأَهَبَ لَكِ غُلَامًا زَكِيًّا 
۝
١٩
﴾
(
سورة مريم
) حيث أن المقصود بالرسول في هذة الآية هو 
جبريل
.
```

روى الكليني عن عَلِيُّ بْنُ إِبْرَاهِيمَ عَنْ أَحْمَدَ بْنِ مُحَمَّدٍ عَنْ مُحَمَّدِ بْنِ خَالِدٍ عَنْ مُحَمَّدِ بْنِ سُلَيْمَانَ عَنْ أَبِيهِ عَنْ أَبِي بَصِيرٍ عَنْ أَبِي عَبْدِ اَللَّهِ عَلَيْهِ اَلسَّلاَمُ: فِي قَوْلِ اَللَّهِ تَعَالَى:
```
«
«سَأَلَ سٰائِلٌ بِعَذٰابٍ وٰاقِعٍ لِلْكٰافِرينَ» بِوَلاَيَةِ 
عَلِيٍّ
 «لَيْسَ لَهُ دٰافِعٌ»  ثُمَّ قَالَ هَكَذَا وَ اَللَّهِ نَزَلَ بِهَا جَبْرَئِيلُ عَلَيْهِ اَلسَّلاَمُ عَلَى مُحَمَّدٍ صَلَّى اَللَّهُ عَلَيْهِ وَ آلِهِ
»
.
[
9
]
[
10
]
 أي أنه أضاف عبارة «بولاية علي» للآية؛ وهذه الرواية تتضارب مع الروايات الأخرى التي تقول أن مصحف فاطمة يحتوي على أحداث وأسماء وليس قرآن، إلا أن 
المجلسي
 قال عن الرواية أنها ضعيفة
[
11
]
 بسبب وجود محمد بن سليمان
(
1
)
 وأبيه وهم 
متروكين الحديث
.
[
12
]
```

أما الدكتور أحمد الوائلي أنه نفس القرآن الذي بين أيدينا لكن فيه شروح وأسباب نزول الآيات.[بحاجة لمصدر]

## رأي أهل السنة في مصحف فاطمة
لم يثبت لدى أهل السنة وجود مثل هذا المصحف، بل وينكرون كذلك كل الصحف التي ينسبها الشيعة لأحد الأئمة، ويرفض أهل السنة والجماعة القول بنزول جبريل على أحد بعد النبي محمد ويرفضون هذا الكلام ويعتبرونه باطل من أساسه لأن الأحداث التي سوف تحدث من الأمور الغيبية التي لاينبغى أن يعلمها أحد إلا الله وكذلك أسماء الحكام وكل تلك الأمور الغيبية، فهذا مناف لعقيدتهم، وبهذا فإنهم يعتبرون جميع هذه الكتب إدعاءات كاذبة.
يرد عليهم بعض الشيعة ان مريم بنت عمران واسيا وكثير من الأشخاص نزل عليهم الوحي كما أن الله يؤتي علمه من يشاء فالقرآن الکریم غیب علمه الله تعالی لنبیه وهو بدوره علمه لأصحابه.[بحاجة لمصدر]

## مصحف فاطمة والقرآن الكريم
زعم العديد من أهل السنة أن الشيعة لا يعترفون بالقرآن الكريم وأنهم أبدلوه بمصحف فاطمة والذي هو «قرآن ثاني» عندهم. ويبدو أن هذه الإشاعة قد أصدرت عنهم منذ زمن الدولة الأموية حسب مزاعم الشيعة. فعند ملاحظة الأحاديث نعرف أن الشبهة كانت منتشرة في عصر الأئمة الاثنا عشر ولهذا نراهم يستنكرونها ويرفضونها بكل حزم وجد.
المصحف لا يشتمل حتى على آية واحدة من آيات القرآن الكريم، كما هو المستفاد من الأحاديث الكثيرة كما أنه ليس من قبيل القرآن ولا يشبهه من ناحية المحتوى أصلاً وروية في أحاديث الشيعة عن على بن سعيد عن أبي عبد الله ما فيه آيةٌ من القرآن. وفي أحاديث أخرى: عن على بن الحسين عن أبى عبد الله عندنا مصحف فاطمة، أما والله ما فيه حرفٌ من القرآن. عبد الله بن جعفر عن موسى بن جعفر عن الوشاء عن أبي حمزة عن أبي عبد الله قال: مصحف فاطمة ما فيه شيء من كتاب الله. عن عنبسة بن مصعب قال: كنا عند أبي عبد الله ومصحف فاطمة أما والله ما أزعم أنه قرآن.
كما أن الحديث الذي ينص على أن المصحف: فيه مثل قرآنكم هذا ثلاث مرات. والظاهر أن المقصود هو من ناحية الكمية وحجم المعلومات، لا من حيث المحتوى. وأيضاً المستفاد من أحاديث كثيرة أن مصحف الزهراء ليس فيه شيء من الحلال والحرام أصلاً، ومن تلك الأحاديث قوله: أما إنه ليس من الحلال والحرام.

## الهوامش
1- قال الشيخ الطوسي «له كتاب، يرمي بالغلو» وقال مره «بصري، ضعيف» وقال النجاشي «ضعيف جدا لا يعول عليه في شيء» وقال ابن الغضائري «ضعيف في حديثه، مرتفع في مذهبه، لا يلتفت إليه».

## مواضيع ذات علاقة
- مصحف علي
- مصحف عثمان
- نظرة الشيعة للقرآن

## وصلات خارجية
- مصحف فاطمة عند الشيعة الإمامية